# Gherghița
Gherghița est une commune roumaine du județ de Prahova, dans la région historique de Valachie et dans la région de développement du Sud.

## Géographie
La commune de Gherghița est située dans le sud du județ, à la limite avec le județ d'Ilfov et celui de Ialomița, dans la plaine valaque, sur la rive droite de la Prahova à son confluent avec la Teleajen. Elle est à 25 km au sud-est de Ploiești, le chef-lieu du județ.
La municipalité est composée des quatre villages suivants (population en 1992) :
- Gherghița (905), siège de la municipalité ;
- Independența (223) ;
- Malamuc (450) ;
- Ungureni (392).

## Histoire
La première mention écrite de la commune date de 1453 sous le nom de La Târg. Dès le Moyen Âge, Gerghița est une localité notable comme l'ont montré les dernières fouilles entreprises sur le territoire communal.
Au XIXe siècle, la commune a fait partie du Domaine de la Couronne.
En 2004, les villages de Fânari, Olari et Olarii Vechi se sont séparés de la commune de Gherghița pour former la commune d'Olari.

## Politique
Le Conseil Municipal de Gherghița compte 11 sièges de conseillers municipaux. À l'issue des élections municipales de juin 2008, Constantin Ciolacu (PD-L) a été élu maire de la commune.
| Parti                                                | Nombre de conseillers |
| ---------------------------------------------------- | --------------------- |
| Parti démocrate-libéral (PD-L)                       | 7                     |
| Parti de la Nouvelle Génération - Chrétien-démocrate | 2                     |
| Parti social-démocrate (PSD)                         | 1                     |
| Parti national libéral (PNL)                         | 1                     |

## Religions
En 2002, la composition religieuse de la commune était la suivante :
- Chrétiens orthodoxes, 96,47 % ;
- Adventistes du septième jour, 2,70 %.

## Démographie
Jusqu'en 2004, les statistiques incluent les villages de Fânari, Olari et Olarii Vechi.
En 2002, la commune comptait 4 029 Roumains (99,95 %).
| 1992  | 2002  | 2007  |
| ----- | ----- | ----- |
| 4 175 | 4 031 | 1 926 |

## Économie
L'économie de la commune repose sur l'agriculture (céréales, cultures maraichères sous serres).

## Communications

### Routes
La route régionale DJ147 se dirige vers le village de Tufani, la DJ100B vers Drăgănești au nord-est et Balta Doamnei au sud-ouest et la DJ101D vers Olari et Ploiești au nord-ouest.

## Lieux et monuments
- Ungureni, église en bois de la Dormition de la Vierge (Adormirea Maicii Domnului) de 1790[8].

- Gherghița, église St Procope la Royale (Sf. Procopie Domneasca) construite en 1641 sur les ordres de Matthieu Basarab, prince de Valachie.

- Église St Dimitri de 1705.